# Fonteio Litorio Aussenzio
Fonteio Litorio Aussenzio (in latino Fonteius Litorius Auxentius; fl. V secolo) è stato un politico romano.
Ricoprì la carica di vir clarissimus e di praefectus urbi di Roma, probabilmente tra il 425 e il 450; era verosimilmente imparentato con Olbio Aussenzio Drauco e va forse identificato con l'Aussenzio praefectus urbi nel 441 e nel 445.
Fu uno degli aristocratici romani presenti agli interrogatori relativi alle accuse contro papa Sisto III.